# 木浪聖也
木浪 聖也（きなみ せいや、1994年6月15日 - ）は、青森県青森市出身のプロ野球選手（内野手）。右投左打。阪神タイガース所属。

## 経歴

### プロ入り前
青森市立篠田小学校1年時に、軟式野球チームの「安田ヤンヤン少年野球チーム」へ入団し野球を始めると、3年時まで主に二塁手、4年時以降は投手を務めた。青森山田中学校時代は同校の硬式野球部に所属。
青森山田高等学校では1年からベンチ入りし、主に二塁手と三塁手を務めた。甲子園出場はなし。1学年上に山崎晃大朗、同学年に京田陽太、1学年下に西村凌がいる。
亜細亜大学に進学すると、1年春からリーグ戦に出場し、3年春からは主力としてプレー。3年秋と4年春にはリーグ連覇を、1年時と3年時には明治神宮野球大会での優勝を経験した。リーグ通算40試合出場で、110打数26安打、打率.236、0本塁打、7打点、7盗塁。同学年に宗接唯人がいる。
Hondaでは、1年目から三塁手兼二塁手でレギュラーを確保。同年の都市対抗野球大会では1回戦で決勝3ランを含む4打点を記録した。2年目からは遊撃手に定着し、都市対抗までは「1番・遊撃手」として、都市対抗後は「3番・遊撃手」として活躍。
2018年10月25日に行われたドラフト会議では、阪神タイガースから3位指名を受けた。また、チームメイトである齋藤友貴哉も阪神から4位指名を受けた。契約金6000万円、年俸1000万円（金額はいずれも推定）で仮契約した。背番号はHonda時代と同じ0。担当スカウトは畑山俊二。
ドラフト指名後に出場した日本選手権では、初戦のJR東海戦に「3番・遊撃手」として先発出場するも5打数無安打に終わり、チームも延長12回タイブレークの末に敗れた。

### 阪神時代

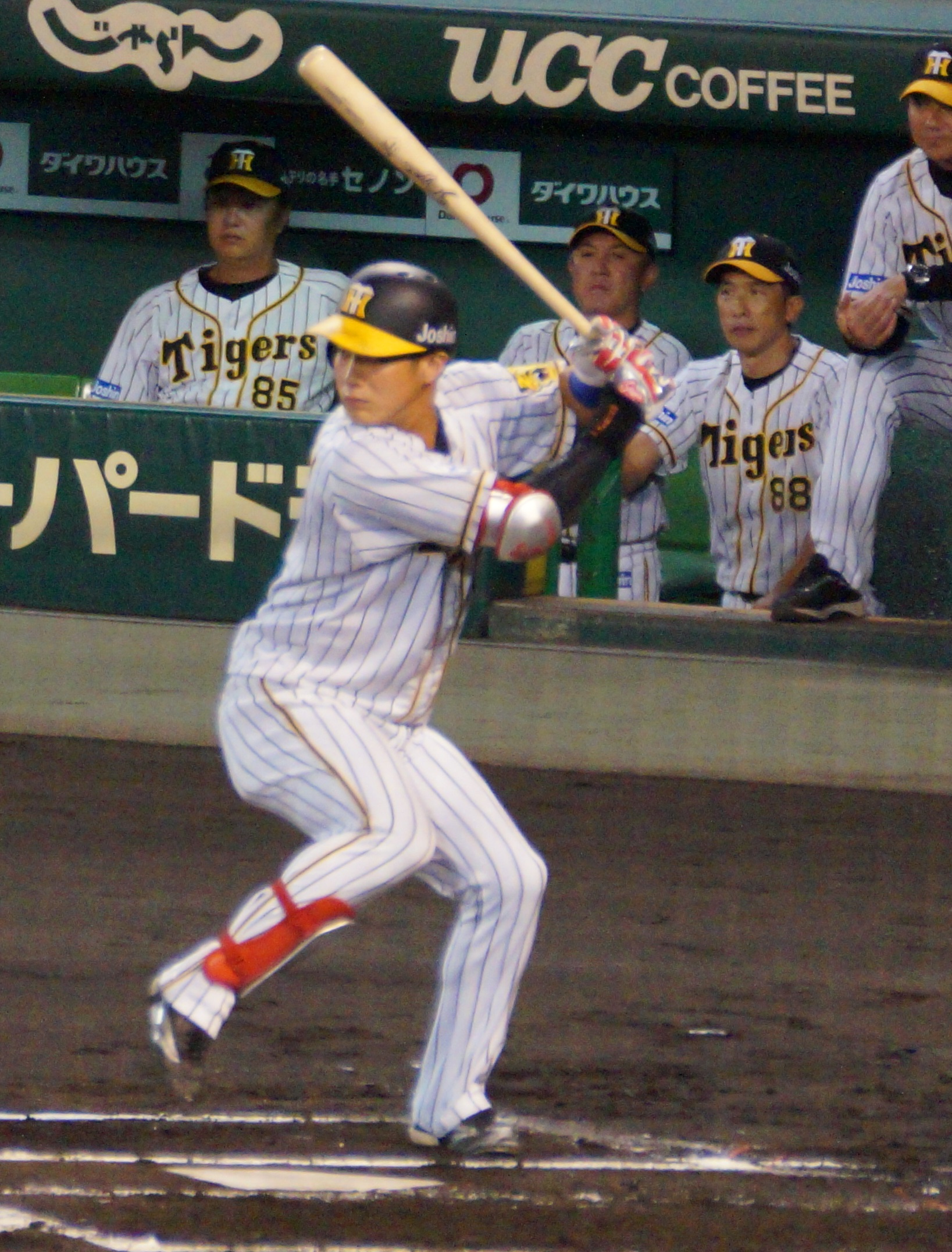
ルーキー時代
（2019年9月19日 阪神甲子園球場）

2019年、新人では近本光司、齋藤とともに沖縄県宜野座村での一軍春季キャンプに参加。北條史也、鳥谷敬らと正遊撃手を争う中で、キャンプ期間中の実戦全試合で安打を記録すると、オープン戦では12球団最多の22安打を記録してオープン戦新人最多安打記録を更新するなど存在感を示し、オープン戦終了時点で矢野燿大監督が開幕戦でのスタメン起用を明言するまでに至った。実際に、開幕戦となった3月29日の対東京ヤクルトスワローズ戦（京セラドーム大阪）で「1番・遊撃手」として近本とともに先発出場を果たした（後述）。しかし、無安打に終わる試合が続き先発落ちも経験。4月12日の対中日ドラゴンズ戦（阪神甲子園球場）で代打出場しプロ入り後初安打を記録したが、初打席から実に18打席目での初安打だった。同じく代打出場した同19日の対読売ジャイアンツ戦（甲子園）では菅野智之から3点本塁打を打ちプロ初本塁打を記録。その後再び出場機会を増やし6月下旬には7試合連続安打も記録したが、夏場に入り徐々に攻守ともに精彩を欠くようになったことに加え、チームの得点力不足を打開する狙いから7月7日に球団が内外野を守れるスイッチヒッターのヤンハービス・ソラーテを獲得したことなどもあり、7月26日にはソラーテなどと入れ替わる形でプロ入り後初めて出場選手登録を抹消された。8月8日に再昇格し同16日に先発に復帰すると、8月の月間打率が.431を記録するなど好調だったことから4月以来の1番打者に抜擢され、8月18日の対巨人戦（東京ドーム）から9月5日の対横浜DeNAベイスターズ戦（横浜スタジアム）までの13試合連続で安打を記録し、シーズン序盤に近本が記録していた球団新人記録に並んだ。113試合の出場で打率.262、4本塁打、32打点を記録した。
2020年は9月25日に新型コロナウイルスの濃厚接触者とされ、1か月一軍登録を抹消される。92試合の出場で打率.249、3本塁打、25打点だった。オフに、800万円増となる推定年俸3000万円で契約を更改した。
2021年は中野拓夢の活躍などもあって出場機会を減らし、92試合で打率.227と低迷した。オフに、400万円減となる推定年俸2600万円で契約を更改した。
2022年は4月上旬に左足首の捻挫で登録を抹消される。二軍での出場を重ね、8月5日に4か月ぶりに一軍登録された後、8月6日に一軍復帰後初安打が出る。最終的に41試合の出場で打率.204、1本塁打と前年から出場試合数が激減した年となった。
2023年は、開幕一軍スタート。開幕スタメンこそ小幡竜平に譲るも、4月初旬から「8番・遊撃手」に定着し始めた。4月9日のヤクルト戦で同年初の猛打賞を記録。4月14日のDeNA戦では先制適時打を放つなど全得点に絡む同年2度目の猛打賞を記録した。春先から好調を維持し、5月3日の対中日戦（甲子園）では7-7の同点で迎えた9回無死満塁の打席でライデル・マルティネスから自身初となるサヨナラ安打を放ち、5月14日のDeNA戦でその時点での規定打席に到達しリーグ3位となる.356を記録した。7月11日の対DeNA戦（倉敷マスカットスタジアム）では3回二死満塁の打席で笠原祥太郎から3点適時二塁打、5回一死二・三塁の打席で上茶谷大河から2点適時打を放ち、自身初の1試合5打点を挙げ、8月26日の対巨人戦（東京ドーム）では7回一死満塁の打席で鈴木康平から放った自身初の満塁本塁打を含む3安打6打点と活躍した。同年、阪神は18年ぶりのリーグ制覇を果たし、木浪としてもプロ入り初の規定打席に達したシーズンとなった。広島東洋カープとのクライマックスシリーズ（甲子園）では第2戦で1-1の同点で迎えた9回二死満塁の打席で栗林良吏から放ったサヨナラ安打を含む3試合で打率.500（10打数5安打）の成績を残し、クライマックスシリーズMVPに選出された。オリックス・バファローズとの日本シリーズでは7試合で打率.400（25打数10安打）、無失策で日本一に貢献した。オフにはいずれも自身初となるベストナイン、ゴールデングラブ賞を受賞した。これらの活躍もあり、12月7日に前年から3倍超の増額となる年俸7100万円で契約を更改した。
2024年、6月15日の福岡ソフトバンクホークス戦（みずほPayPayドーム福岡）の打席で、投手の投げたボールが背中に直撃し途中交代。病院で左肩甲骨骨折と診断され、翌16日に出場登録を抹消された。7月19日に再昇格し、最終的に116試合に出場したが、打率.214、1本塁打、35打点と前年よりも成績を落とした。12月4日に600万円減の推定年俸6500万円で契約を更改した。

## 選手としての特徴
強肩や安定した送球、高い身体能力を生かした守備範囲の広さを持ち味とする堅守の遊撃手。内野全ポジションをこなすユーティリティー性も持ち合わせる。
打撃では打球を広角に打ち分ける技術とパンチ力、直球への強さを武器とする。2020年シーズンでは安打の内訳として左翼22本、右翼24本と左打者としては割合的に逆方向へのヒットが多いが当シーズンの監督である矢野は「もう少し引っ張ったほうがよい打球が出そう」という理由からプルヒッティングも取り入れた打撃を命じながら指導している。

## 人物・エピソード
野球との出会いは3歳の頃から始めた、草野球の選手である父とのキャッチボールである。もっとも、父の都合などでキャッチボールができない時には、自宅近くのブロック塀にボールを当ててから捕球する「壁当て」を日課にしていた。「壁当て」で内野守備の基本姿勢が身に付いたことから、小学1年生ながら実父の所属するチームの守備練習へ参加した時には、誰も教えていないはずのショートバウンドを難なく捕球するほどにまで守備の技術が上達していたという。後に所属する「安田ヤンヤン少年野球チーム」では、投手を務めながらも「内野の守備が好き」という理由で投手から内野手に転向した。
小学4年時からは陸上競技部にも所属。100m走で14秒台を記録していた他、青森市の陸上競技大会の同種目で2位に入るなど俊足を発揮していたという。
青森山田高、亜細亜大時代はいずれも公式戦での本塁打は無かったが、Honda入社後、西郷泰之ヘッドコーチの指導の下で取り組んだ下半身強化とフォーム改造によって長打力を向上させ、公式戦通算24本塁打を記録するまでに成長を見せた。
松坂大輔とは、青森県にある二神産婦人科で出生したという共通点があり、阪神への入団会見では松坂を対戦したい投手に挙げた。
プロ1年目として迎えた2019年の開幕戦において、「1番・遊撃手」として同じく新人の近本（「2番・中堅手」）と共に先発出場を果たした。阪神の新人選手2人による開幕戦先発出場は1972年の中村勝広・望月充以来47年ぶりの出来事であり、1番打者・2番打者としての出場は球団史上初。
2019年オフに大学時代に知り合った一般女性と結婚したことを発表した。
ドラフト同期で同い年の近本と仲が良く、2人のコンビはファンやマスコミから「キナチカ」と呼ばれている。また2023年は二遊間でコンビを度々組んだ中野とのコンビが「ナカキナ」とも呼ばれた。また、8番の木浪が出塁して上位打線である1番近本・2番中野に打順を回し得点を入れる流れが「必勝パターン」とされた同年には、3人を繋げて「キナチカナカ」とも呼称された。

## 詳細情報

### 年度別打撃成績
| 年 度     | 球 団     | 試 合 | 打 席 | 打 数 | 得 点 | 安 打 | 二 塁 打 | 三 塁 打 | 本 塁 打 | 塁 打 | 打 点 | 盗 塁 | 盗 塁 死 | 犠 打 | 犠 飛 | 四 球 | 敬 遠 | 死 球 | 三 振 | 併 殺 打 | 打 率 | 出 塁 率 | 長 打 率 | O P S |
| --------- | --------- | ----- | ----- | ----- | ----- | ----- | -------- | -------- | -------- | ----- | ----- | ----- | -------- | ----- | ----- | ----- | ----- | ----- | ----- | -------- | ----- | -------- | -------- | ----- |
| 2019      | 阪神      | 113   | 390   | 363   | 32    | 95    | 18       | 2        | 4        | 129   | 32    | 2     | 0        | 6     | 0     | 18    | 5     | 3     | 77    | 8        | .262  | .302     | .355     | .657  |
| 2020      | 阪神      | 92    | 334   | 297   | 42    | 74    | 20       | 1        | 3        | 105   | 25    | 2     | 1        | 8     | 3     | 24    | 3     | 2     | 54    | 1        | .249  | .307     | .354     | .660  |
| 2021      | 阪神      | 92    | 132   | 119   | 9     | 27    | 8        | 0        | 1        | 38    | 15    | 0     | 0        | 2     | 3     | 7     | 0     | 1     | 20    | 1        | .227  | .269     | .319     | .589  |
| 2022      | 阪神      | 41    | 101   | 93    | 6     | 19    | 4        | 0        | 1        | 26    | 6     | 0     | 0        | 2     | 0     | 5     | 0     | 1     | 19    | 2        | .204  | .253     | .280     | .532  |
| 2023      | 阪神      | 127   | 470   | 408   | 41    | 109   | 22       | 1        | 1        | 136   | 41    | 0     | 0        | 20    | 7     | 31    | 12    | 4     | 103   | 13       | .267  | .320     | .333     | .653  |
| 2024      | 阪神      | 116   | 409   | 359   | 27    | 77    | 13       | 1        | 1        | 95    | 35    | 1     | 0        | 13    | 1     | 32    | 4     | 4     | 64    | 17       | .215  | .285     | .265     | .550  |
| 通算：6年 | 通算：6年 | 581   | 1836  | 1639  | 157   | 401   | 85       | 5        | 11       | 529   | 154   | 5     | 1        | 51    | 14    | 117   | 24    | 15    | 337   | 42       | .245  | .299     | .323     | .621  |

- 2024年度シーズン終了時
- 各年度の太字はリーグ最高

### 年度別守備成績
| 年 度 | 球 団 | 一塁  | 一塁  | 一塁  | 一塁  | 一塁  | 一塁     | 二塁  | 二塁  | 二塁  | 二塁  | 二塁  | 二塁     | 三塁  | 三塁  | 三塁  | 三塁  | 三塁  | 三塁     | 遊撃  | 遊撃  | 遊撃  | 遊撃  | 遊撃  | 遊撃     |
| 年 度 | 球 団 | 試 合 | 刺 殺 | 補 殺 | 失 策 | 併 殺 | 守 備 率 | 試 合 | 刺 殺 | 補 殺 | 失 策 | 併 殺 | 守 備 率 | 試 合 | 刺 殺 | 補 殺 | 失 策 | 併 殺 | 守 備 率 | 試 合 | 刺 殺 | 補 殺 | 失 策 | 併 殺 | 守 備 率 |
| ----- | ----- | ----- | ----- | ----- | ----- | ----- | -------- | ----- | ----- | ----- | ----- | ----- | -------- | ----- | ----- | ----- | ----- | ----- | -------- | ----- | ----- | ----- | ----- | ----- | -------- |
| 2019  | 阪神  | 8     | 34    | 1     | 0     | 8     | 1.000    | 8     | 7     | 9     | 0     | 1     | 1.000    | -     | -     | -     | -     | -     | -        | 98    | 132   | 291   | 15    | 65    | .966     |
| 2020  | 阪神  | -     | -     | -     | -     | -     | -        | 8     | 10    | 19    | 0     | 3     | 1.000    | -     | -     | -     | -     | -     | -        | 91    | 121   | 269   | 8     | 51    | .980     |
| 2021  | 阪神  | 8     | 13    | 1     | 0     | 1     | 1.000    | 34    | 39    | 58    | 1     | 11    | .990     | 23    | 3     | 6     | 0     | 1     | 1.000    | 25    | 21    | 51    | 4     | 10    | .947     |
| 2022  | 阪神  | 1     | 1     | 0     | 0     | 0     | 1.000    | 24    | 45    | 49    | 1     | 7     | .989     | 9     | 0     | 3     | 0     | 0     | 1.000    | 7     | 9     | 17    | 1     | 3     | .963     |
| 2023  | 阪神  | -     | -     | -     | -     | -     | -        | -     | -     | -     | -     | -     | -        | -     | -     | -     | -     | -     | -        | 126   | 189   | 349   | 10    | 87    | .982     |
| 2024  | 阪神  | -     | -     | -     | -     | -     | -        | -     | -     | -     | -     | -     | -        | -     | -     | -     | -     | -     | -        | 114   | 174   | 328   | 8     | 62    | .984     |
| 通算  | 通算  | 17    | 48    | 2     | 0     | 9     | 1.000    | 74    | 101   | 135   | 2     | 22    | .992     | 32    | 3     | 9     | 0     | 1     | 1.000    | 508   | 712   | 1414  | 53    | 299   | .976     |

- 2024年度シーズン終了時
- 各年度の太字はリーグ最高
- 太字年はゴールデングラブ賞受賞年

### 表彰
- ベストナイン：1回（遊撃手部門：2023年）
- ゴールデングラブ賞：1回（遊撃手部門：2023年）
- クライマックスシリーズMVP：1回（2023年[44]）

### 記録
初記録
- 初出場・初先発出場：2019年3月29日、対東京ヤクルトスワローズ1回戦（京セラドーム大阪）、「1番・遊撃手」で先発出場
- 初打席：同上、1回裏に小川泰弘から左直
- 初得点：同上、6回裏に一走として近本光司の右中適時三塁打で生還
- 初安打：2019年4月12日、対中日ドラゴンズ1回戦（阪神甲子園球場）、7回裏に岩崎優の代打で出場、佐藤優から中前安打
- 初打点：2019年4月13日、対中日ドラゴンズ2回戦（阪神甲子園球場）、2回裏に柳裕也から中前適時安打
- 初本塁打：2019年4月19日、対読売ジャイアンツ4回戦（阪神甲子園球場）、7回裏に菅野智之から右越3ラン
- 初盗塁：2019年4月28日、対中日ドラゴンズ5回戦（ナゴヤドーム）、4回表に二盗（投手：柳裕也、捕手：加藤匠馬）

その他の記録
- オールスターゲーム出場：1回（2023年）

### 背番号
- 0（2019年 - ）

### 登場曲
- 「HandClap」Fitz and the Tantrums（英語版）（2019年 - 2020年、2022年（奇数打席） - ）
- 「Just Like Fire」P!nk（2021年、2022年（偶数打席））
- 「永遠に続く日々の階段を」平井大（2023年 - ）※偶数打席